# Українська консервативна республіканська партія
Українська консервативна республіканська партія (УКРП) — політична партія, що існувала в Україні у 1992 — 2001 роках, була представлена у Верховній Раді України у 1992 — 1998 роках.

## Історія
Під час ІІІ з'їзду Української республіканської партії (УРП) 1 — 2 травня 1992 стався розкол на прихильників тодішньої партійної лінії та соратників відомого партійця та народного депутата України Степана Хмари. Останні не змогли здобути перемоги та залишили УРП. У червні вони провели свої збори, «надзвичайну конференцію УРП», та заснували нову партію, яка отримала назву «Українська консервативна республіканська партія». Головою був обраний  Степан Хмара. До лав партії також вступив народний депутат України Володимир Колінець (Тернопільський міський виборчий округ № 355).
Найкращий результат на парламентських виборах 1994 року був отриманий в Залізничному виборчому окрузі № 261, де Степан Хмара з відривом у 29,48 % голосів переміг свого конкурента часів з'їзду 1992 року — голову УРП Михайла Гориня. Але загалом вибори принесли УКРП тільки два мандати у Верховній Раді — другий отримав Роман Купер (Теребовлянський виборчий округ № 364). До того ж останній помер вже 30 травня 1994 року і 25 вересня були проведені перевибори, на яких змагалися лише два кандидати — представник УКРП Микола Новосільський та перший Президент України Леонід Кравчук. Микола Новосільський програв вже у першому турі (10,02 %) і до кінця каденції у 1998 році УКРП була репрезентована в українському парламенті лише одною людиною.
У парламентських виборах 1998 року УКРП брала участь як складова частина виборчого блоку партій «Національний фронт», який до Верховної Ради не потрапив, бо при бар'єрі в 4,00 % голосів виборців отримав лише 2,71 %. В одномандатних округах перемоги теж здобуто не було: тільки в округах №№ 116 (Степан Хмара, 11,33 %), 165 (Євген Філь, 12,27 %) та 166 (Володимир Росоловський, 14,51 %) кандидати від УКРП посіли другі місця. Таким чином УКРП втратила своє парламентське представництво.
12 грудня 2001 року черговий з'їзд УКРП ухвалив рішення про самоліквідацію та пропонував членам партії вступити до Всеукраїнського об'єднання «Батьківщина».